# Cel·la de quadrícula

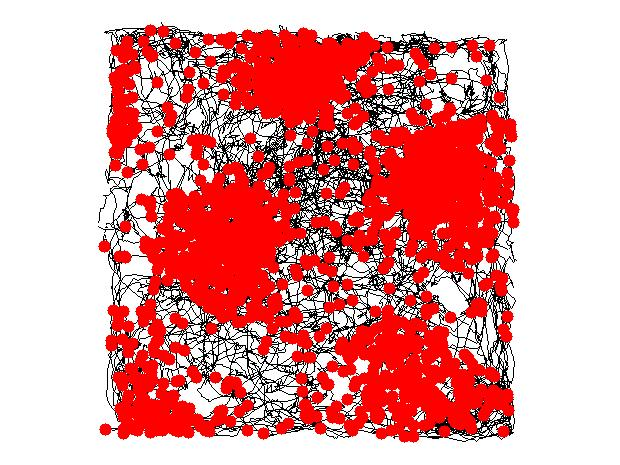
La trajectòria d'una rata a través d'un entorn quadrat es mostra en negre. Els punts vermells indiquen les ubicacions on s'ha disparat una cèl·lula de la quadrícula entorrinal concreta.

Una cèl·lula de quadrícula és un tipus de neurona dins de l'escorça entorrinal que s'activa a intervals regulars mentre un animal navega per una àrea oberta, cosa que li permet entendre la seva posició a l'espai emmagatzemant i integrant informació sobre la ubicació, la distància i la direcció. S'han trobat cèl·lules de quadrícula en molts animals, incloent rates, ratolins, ratpenats, micos, i humans.
Les cèl·lules de quadrícula van ser descobertes l'any 2005 per Edvard Moser, May-Britt Moser i els seus estudiants Torkel Hafting, Marianne Fyhn i Sturla Molden al Centre de Biologia de la Memòria (CBM) de Noruega. Van rebre el Premi Nobel de Fisiologia o Medicina 2014 juntament amb John O'Keefe pels seus descobriments de cèl·lules que constitueixen un sistema de posicionament al cervell. La disposició dels camps de tret espacials, tots a distàncies iguals dels seus veïns, va conduir a la hipòtesi que aquestes cèl·lules codifiquen una representació neuronal de l'espai euclidià. El descobriment també va suggerir un mecanisme per al càlcul dinàmic de l'autoposició basat en informació actualitzada contínuament sobre la posició i la direcció.

Les cel·les de la quadrícula deriven el seu nom del fet que connectant els centres dels seus camps de tret s'obté una quadrícula triangular.

Per detectar l'activitat de les cèl·lules de graella en un experiment típic de rata, s'implanta un elèctrode que pot registrar l'activitat d'una sola neurona a l'escorça entorrinal dorsomedial i recull enregistraments a mesura que la rata es mou lliurement en una arena oberta. Les dades resultants es poden visualitzar marcant la posició de la rata en un mapa de l'arena cada vegada que aquesta neurona dispara un potencial d'acció. Aquestes marques s'acumulen amb el temps per formar un conjunt de petits cúmuls, que al seu torn formen els vèrtexs d'una quadrícula de triangles equilàters. El patró de triangle regular distingeix les cel·les de la quadrícula d'altres tipus de cel·les que mostren un disparament espacial. Per contra, si una cèl·lula de lloc de l'hipocamp de rata s'examina de la mateixa manera, aleshores les marques sovint només formaran un cúmul (un "camp de lloc") en un entorn determinat, i fins i tot quan es veuen diversos cúmuls, no hi ha regularitat perceptible en la seva disposició.

## Antecedents del descobriment
El 1971 , John O'Keefe i Jonathon Dostrovsky van informar del descobriment de cèl·lules de lloc a l'hipocamp de la rata, cèl·lules que desencadenen potencials d'acció quan un animal passa per una petita regió específica de l'espai, que s'anomena camp de lloc de la cèl·lula. Aquest descobriment, encara que polèmic al principi, va donar lloc a una sèrie d'investigacions que van culminar amb la publicació l'any 1978 d'un llibre d'O'Keefe i la seva col·lega Lynn Nadel anomenat The Hippocampus as a Cognitive Map (frase que també apareixia al títol de la article de 1971) —el llibre argumentava que la xarxa neuronal de l'hipocamp crea mapes cognitius com va plantejar la hipòtesi del psicòleg. Edward C. Tolman. Aquesta teoria va despertar un gran interès, i va motivar centenars d'estudis experimentals destinats a aclarir el paper de l'hipocamp en la memòria espacial i la navegació espacial.

## Propietats
Les cèl·lules de quadrícula són neurones que es disparen quan un animal que es mou lliurement travessa un conjunt de regions petites (camps de tir) que són aproximadament iguals en grandària i disposades en una matriu triangular periòdica que cobreix tot l'entorn disponible. S'han trobat cèl·lules amb aquest patró de tret a totes les capes de l'escorça entorrinal medial dorsocaudal (dMEC), però les cèl·lules de diferents capes tendeixen a diferir en altres aspectes. La capa II conté la major densitat de cèl·lules de quadrícula pures, en el sentit que s'encenen de la mateixa manera independentment de la direcció en què un animal travessa una ubicació de quadrícula. Les cèl·lules de quadrícula de capes més profundes s'entremesclen amb cèl·lules conjuntives i cèl·lules de direcció del cap (és a dir, a les capes III, V i VI hi ha cèl·lules amb un patró semblant a una quadrícula que s'encenen només quan l'animal s'enfronta a una direcció determinada).
Les cel·les de quadrícula que es troben una al costat de l'altra (és a dir, les cèl·lules enregistrades des del mateix elèctrode) solen mostrar el mateix espai i orientació de quadrícula, però els seus vèrtexs de quadrícula es desplacen els uns dels altres per desplaçaments aparentment aleatoris. Però les cèl·lules enregistrades a partir d'elèctrodes separats a una distància entre si solen mostrar diferents espais de quadrícula. Les cèl·lules situades més ventralment (més lluny de la vora dorsal del MEC) generalment tenen camps de tir més grans a cada vèrtex de la quadrícula i, corresponentment, un espai més gran entre els vèrtexs de la quadrícula. El rang total d'espaiats de la quadrícula no està ben establert: l'informe inicial descrivia un rang aproximadament doble d'espaiats de quadrícula (des de 39 cm fins a 73 cm) a la part més dorsal (25%) del MEC, però hi ha indicis d'escales de quadrícula considerablement més grans a les zones més ventrals. Brun et al. (2008) van registrar cèl·lules de quadrícula de diversos nivells en rates que corrien al llarg d'una pista de 18 metres i van trobar que l'espaiat de la quadrícula es va expandir des d'uns 25 cm en els seus llocs més dorsals fins a uns 3 m en els llocs més ventrals. Aquests enregistraments només s'estenen 3/4 del camí fins a la punta ventral, de manera que és possible que existeixin quadrícules encara més grans. S'ha demostrat que aquestes representacions multiescala són informació teòricament desitjables.
L'activitat de la cel·la de quadrícula no requereix entrada visual, ja que els patrons de quadrícula es mantenen sense canvis quan s'apaguen totes les llums d'un entorn. Però quan hi ha senyals visuals, exerceixen un fort control sobre l'alineació de les quadrícules: girar una targeta de relleu a la paret d'un cilindre fa que els patrons de la quadrícula girin en la mateixa quantitat. Els patrons de quadrícula apareixen a la primera entrada d'un animal a un entorn nou, i després solen romandre estables. Quan un animal es mou a un entorn completament diferent, les cel·les de la quadrícula mantenen l'espaiat de la quadrícula i les quadrícules de les cel·les veïnes mantenen els seus desplaçaments relatius.